# Tetradactylus udzungwensis
Tetradactylus udzungwensis là một loài thằn lằn trong họ Gerrhosauridae. Loài này được Salvidio, Menegon, Sindaco & Moyer mô tả khoa học đầu tiên năm 2004.